# Марин, Луис (конкистадор)
Луис Марин (исп. Luis Marin) — испанский конкистадор, первоначально служивший под началом капитана Франсиско де Сауседо, а затем подчинявшийся непосредственно генерал-капитану Эрнану Кортесу, с которым он участвовал во множестве военных предприятий, включая взятие Теночтитлана, кампанию в Ибуэрасе и действиях на юго-востоке Мексики, в Гватемале и Гондурасе. Под началом самого Марина служило множество известных конкистадоров, включая знаменитого хрониста Берналя Диаса дель Кастильо. Они сопровождали его в нескольких военных кампаниях по завоеванию или отвоеванию территорий на юго-востоке Мексики. Марин был близким другом и доверенным Кортеса.

## Биография

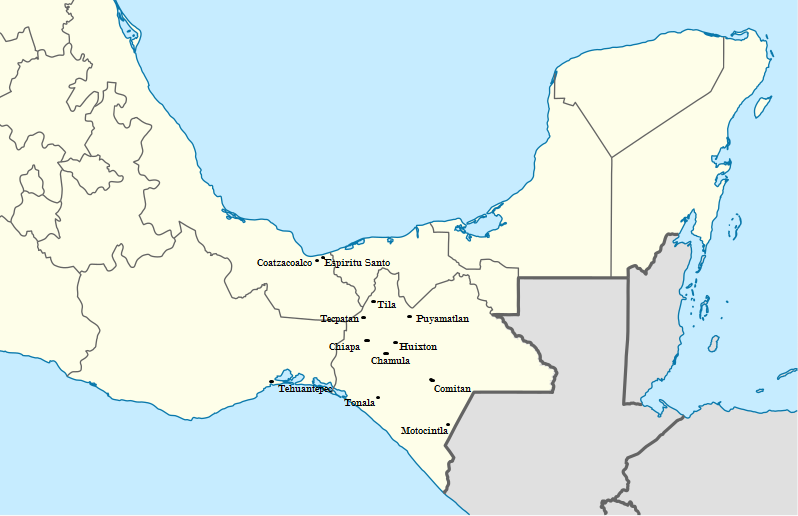
Города на юго-востоке Мексики в начале XVI века

Луис Марин родился около 1499 года в андалусийском городе Санлукар-де-Баррамеда. Мария Берналь Гильен, его мать, была также родом из этого города, а отец Франсиско Марин (в Италии известный как Франческо Марини) происходил из знатного рода банкиров из региона Генуи. Луис Марин женился на Марии де Мендоса, приходившейся родственницей второй жене Эрнана Кортеса. У него было 11 детей. Согласно Берналю Диасу де Кастильо, Марин обладал добрым благородным сердцем, что проявлялось даже во время военных походов. Так при захвате врагов в плен, он не обращал их в рабство, а возвращал (в том числе женщин и детей) местным жителям, стремясь таким образом добиться своих целей мирным путём.

## Испанские завоевания в Мексике
Марин в возрасте 20 лет в составе отряда под командованием Франсиско де Сауседо (известный как Эль Пулидо), отплыв с Кубы, высадился в прибрежном Веракрусе в конце июля 1519 года, когда Эрнан Кортес уже начал свою кампанию. После гибели Франсиско де Сауседо во время отступления после битвы при Теночтитлане Марин уже участвовал в военным действиях непосредственно под командованием Кортеса, включая взятие Теночтитлана, кампании в Ибуэрас, Гватемале и Гондурасе, а также завоевание Чьяпаса в середине 1523 года и Табаско в начале 1524 года. По данным Берналя Диаса дель Кастильо, Марин по прямому приказу Кортеса совершал экспедиции по горным районам Чьяпаса и Табаско, подавляя восстания местных индейцев. Он множество раз лично вступал в бой и был тяжело ранен. Согласно хронисту Марин со своим войском прошёл через Гуакасуалько, Ситлу, Табаско, Чиматлан и Чонтальпу, вглубь покрытых густыми лесами южных районов и болотистых северных районов перешейка Теуантепек, а также на восток до Кесальтенанго на северо-западе Гватемалы и Тегусигальпы в Гондурасе. Контроль над перешейком Теуантепек имел позднее важное стратегическое значение, поскольку он позволял испанцам возможность пройти кратчайшим сухопутным путем к Тихому океану.

## Лас-Ибуэрас (атлантическое побережье Гондураса)
12 октября 1524 года Луис Марин присоединился к Эрнану Кортесу в Ибуэрасе (район атлантического побережья нынешнего Гондураса). Кортес отправился в Ибуэрас для усмирения капитана Кристобаля де Олида, восставшего против его власти и объявившего Гондурас своим владением, а себя его губернатором. Кортес позвал множество своих старых соратников последовать за ним в этом походе, а также взял с собой Малинче и Куаутемока, опасаясь, что те поднимут восстание в его отсутствие. 28 февраля 1525 года Кортес казнил Куаутемока, обвинив в заговоре. После более чем годичного конфликта Кортес всё-таки победил Олида. Затем он велел Марину возвращаться в Мексику, который последовал его приказу и в конце 1526 года вместе с Педро де Альварадо прибыл в Гуакасуалько.

## Подавление сопротивления в Чьяпасе
Марин вернулся в Гуакасуалько (Веракрус) для сбора отряда для похода в Чьяпас. В начале 1527 года этот отряд, в состав которого входили капитан Берналь Диас де Кастильо, Франсиско Мартин, Франсиско Хименес, Родриго де Энаоref>Castillo, Bernal Díaz del. Historia verdadera de la conquista de la Nueva España: Manuscrito "Guatemala". — UNAM. — ISBN 9789681211967.</ref> и четверо индейцев из Гуакасуалько (нынешний Коацакоалькос), были отправлены для подавления восстания. В Чиматлане на них напали местные жители, и они понесли потери. Марин посчитал, что все погибли, но Берналь Диас дель Кастильо и Франсиско Мартин позже вернулись в Гуакасуалько. Берналь Диас дель Кастильо подробно рассказал об этой кампании в своём труде «Подлинная история завоевания Новой Испании». Встретившись с Кортесом, Марин получил подкрепление и смог подавить восстания в Чьяпасе и Табаско.

## Поздние годы
В 1531 году Марин вернулся в Мехико (Теночтитлан). Он женился на Марии де Мендоса Арельяно, которая приходилась родственницей второй супруге Эрнана Кортеса. У них было 11 детей. В 1539 году Марин был назначен мэром Мехико. Год спустя он отказался от этой должности и стал членом городского совета Мехико. Он продолжал получать пенсию в размере 1000 золотых песо ежегодно (около 3,383 грамма золота на песо (монету) за свою службу испанской короне. Он умер от неизвестных причин в 1547 году в возрасте 48 лет.